# Гримальди, Августин
Августин (итал. Agostino; 1482 — 14 апреля 1532, Монако) — регент Монако (1523—1532) из династии Гримальди, епископ Грасский, епископ Мальорки.

## Биография
Августин был пятым сыном сеньора Монако Ламберта и его супруги, Клодины Гримальди. В 1501 году он становится настоятелем Леринского аббатства, в 1505 году — епископом Грасса в Провансе. С 1525 года Агостино также занимает пост епископа Мальорки. Брат его Люсьен, сеньор Монако на тот момент, ещё в начале своего правления постановил, что в случае его отсутствия Августин уполномочен выполнять управление его владениями. Уже в 1507 году Августин в первый раз вынужден был взять на себя управление Монако, так как его брат был арестован в Милане и посажен в тюрьму. Епископ проявил способности в государственных делах и сумел предотвратить попытку французского короля Людовика XII присоединить княжество к своим владениям.
После убийства Люсьена 22 августа 1523 года епископ Августин становится правителем-регентом Монако при годовалом Оноре I, сыне и наследнике Люсьена. Первой задачей своей Августин поставил отмщение убийце брата, однако сложная политическая ситуация мало этому способствовала — Генуя под руководством дожа Андреа Дориа продолжала угрожать Монако. В то же время убийца Люсьена, Бартоломео Дориа (племянник Люсьена и Августина) искал случая примирения с ним. Тем не менее, Бартоломео Дориа вскоре погиб при таинственных обстоятельствах — он был найден с пробитым черепом в замке у горы Пенна (на границе владений Генуи и Пармы).
В связи в постоянными стычками и напряжёнными отношениями с Францией Августин в 1525 году признаёт верховную власть императора Священной Римской империи и испанского короля Карла V. Вследствие проводившихся переговоров Карл V ещё 27 июня 1524 года возвёл Августина в ранг имперских князей. Вассальные отношения Монако к Испании продолжались с 1525 и по 1641 год. В 1529 Монако посетил император Карл V.
Августин скончался в Монако при невыясненных обстоятельствах. Обязанности регента при его десятилетнем племяннике Оноре перешли к Николя Гримальди, но уже в том же, 1532 году, пост регента занял дальний родственник Оноре Этьен Гримальди.